# De Lage Hoek
De Lage Hoek is een laaggelegen polder ten westen van het dorp Opmeer, in de Nederlandse provincie Noord-Holland.
In de polder komen een groot aantal weidevogels voor, zoals grutto, kievit, tureluur en scholekster. Ook komt in 2005 de zomertaling hier nog voor. Een deel van de polder is een natuurreservaat en eigendom van Landschap Noord-Holland, ook de rest van de polder waarin ook de buurtschap Lagehoek is gelegen heeft een natuurfunctie naast een agrarische.
's Winters verblijven er grote aantallen goudplevieren, smienten en wintertalingen.
Men kan hier als men geluk heeft in het gebied een blauwe kiekendief of een smelleken tegenkomen. Ook komen er hazen en wezels voor.
De molen De Vier Winden bemaalt al meer dan een eeuw de polder, tegenwoordig op vrijwillige basis. Net tegenover De Lage Hoek, nabij Berkmeer staat de De Kaagmolen, de molen die de Kaagpolder bemaalt.